# Karl Scholze

Karl Scholze

Hermann Stephan Karl Scholze (* 1. November 1902 in Brandenburg an der Havel; † 1986 in Baden-Baden) war ein deutscher Politiker (NSDAP).

## Leben und Wirken
Nach dem Besuch der Bürgerschule und des von Saldern'sches Realgymnasiums war Karl Scholze von 1919 bis 1932 kaufmännisch tätig im Innen- und Außendienst.
Am 1. Mai 1930 trat Scholze in die NSDAP ein. In dieser übernahm er Aufgaben als Vorsitzender des Kreis-Untersuchungs- und Schlichtungsausschusses (Uschla). Im Dezember 1932 wurde er Kreisleiter des Kreises Brandenburg. Am 1. Februar 1938 übernahm er zugleich das Amt des Kreisleiters von Potsdam. Seit dem 12. März 1933 saß er zudem in der Stadtverordnetenversammlung der Stadt Brandenburg, in der er auch ehrenamtlicher Stadtrat war. Seit dem 1. Januar 1934 war er zudem hauptamtlicher Beigeordneter der Stadt.
Bei der Reichstagswahl am 29. März 1936 kandidierte er als Stadtrat und NSDAP-Kreisleiter erfolglos für einen Sitzen im Reichstag. Im Juli 1937 zog er dann jedoch nachträglich in den nationalsozialistischen Reichstag ein, dem er anschließend knapp acht Jahre lang, bis zum Ende der NS-Herrschaft im Frühjahr 1945, als Abgeordneter für den Wahlkreis 5 (Frankfurt an der Oder) angehörte.